# Phimophis guianensis
Phimophis guianensis, também conhecida como cobra dos pampas de Troschel, é uma espécie de cobra da subfamília Dipsadinae da família Colubridae.  A espécie é endêmica da América do Sul. 

## Faixa geográfica
A Phimophis guianensis já foi encontrada no Brasil, Colômbia, Guiana Francesa, Guiana, Panamá, Suriname e Venezuela . A espécie em questão possui uma ampla distribuição nas savanas amazônicas do norte da América do Sul e em uma pequena parte do sul da América Central. No Brasil, sua presença foi registrada com base em três registros históricos ocorridos entre 1997 e 2002, nos estados do Amapá e do Pará.

## Habitat
Os habitats naturais preferenciais de P. guianensis são matagal e savana, em altitudes desde o nível do mar até 250 metros. 

## Descrição
A Phimophis guianensis pode atingir um comprimento total de , incluindo a cauda de 16 centímetros.

## Reprodução
A Phimophis guianensis é ovípara . 